# Come to Life
 (septembre 2017).
Si vous disposez d'ouvrages ou d'articles de référence ou si vous connaissez des sites web de qualité traitant du thème abordé ici, merci de compléter l'article en donnant les références utiles à sa vérifiabilité et en les liant à la section « Notes et références ».
Albums de Natalie Imbruglia
Counting Down the Days
(2005) Male
(2015)
Singles
1. Want
Sortie : 28 septembre 2009[2]

Come to Life est le quatrième album de la chanteuse pop, rock australienne Natalie Imbruglia, sorti en octobre 2009.

## Présentation
L'album est lancé, pour la première fois, sur Island Records, le 2 octobre 2009 en Australie. Il est annoncé que sa sortie au Royaume-Uni serait retardée afin que Imbruglia puisse se concentrer sur ses fonctions de juge sur la version australienne de la franchise X Factor.
L'album est finalement mis à disposition au Royaume-Uni, le 14 février 2010, par Amazon. Cependant, à cette date, l'album n'a pas reçu de version officielle au Royaume-Uni.
L'album n'est jamais sorti aux États-Unis, soit son premier à ne jamais être publié dans le pays, sur n'importe quelle plate-forme.

### Écriture
Si l'enregistrement de l'album commence en 2007, c'est en février 2009 que le journal The Sun lance la rumeur d'une collaboration avec Chris Martin, du groupe britannique Coldplay, rumeur confirmée par Martin lui-même. Des personnes impliquées dans le processus d'enregistrement précisent qu'il a travaillé sur une « poignée de morceaux » avec Natalie Imbruglia,.
Chris Martin écrit la chanson Fun pour Natalie. « Quand il me l'a chantée, j'ai failli éclater en sanglots. Mais j'ai réussi à me contenir » précise-t-elle. « C'est la chose la plus folle - il l'a écrite, pas moi. Qui sait ce à quoi Chris pensait, il faudrait le lui demander. Mais j'ai trouvé que c'était une magnifique chanson d'amour ».
La chanson Lukas, produite par Brian Eno et Rik Simpson, est une des chansons non-retenues lors de l'enregistrement du quatrième album studio de Coldplay, Viva la Vida or Death and All His Friends. Chris Martin a exprimé des regrets vis-à-vis de Lukas car elle serait « la meilleure chanson que Coldplay n'ait jamais faite »,.
Martin a aussi participé à l'écriture de Want et Flirting, un morceau qui apparaît uniquement sur la version japonaise de l'album. « Coldplay compose tellement de morceaux, c'est assez incensé le nombre de chansons qu'ils ont, beaucoup d'entre elles restant inachevées parce que Chris Martin ressemble un peu à un génie fou », explique Imbruglia.
En avril 2009, Imbruglia déclare, dans une interview, : « Je suis frustrée car j'aimerais produire davantage... C'est quelque chose qui me hante, mais je ne sais pas comment faire autrement. Et je ne suis pas motivée par l'argent, alors j'ai besoin de faire les choses bien. Je ressens les mêmes pulsions créatrices qu'au début de ma carrière... Il y a toujours beaucoup de profondeur avec les chansons... C'est toujours aussi fun et ça devient même rafraîchissant. J'ai essayé différentes choses - il y a plus de sons électroniques, ça me change, davantage de rythmes dance. Un sentiment de liberté et de confiance domine l'ensemble. C'est un peu moins introspectif... »,.

### Réception
Pour la critique, l'album « mêle noirceur, rythmes entraînants et ballades magnifiquement mélancoliques ».

### Classements
Come to Life entre dans le classement des albums australiens à la 67e place le 19 octobre 2009, ce qui en fait l'album le moins performant d'Imbruglia à ce jour.
Il se vend 740 exemplaires dans sa première semaine de sortie. Dans sa deuxième semaine, il tombe en 89e position, ne restant que deux semaines dans les 100 premiers.
En Suisse, l'album culmine à la 70e place le 19 octobre 2009 et, en Italie, il se hisse en 42e position.

## Liste des titres
| 1.    | My God        | Natalie Imbruglia, Crispin Hunt                         | Ben Hillier                        | 4:04 |
| 2.    | Lukas         | Guy Berryman, Jon Buckland, Will Champion, Chris Martin | Brian Eno, Rik Simpson             | 3:50 |
| 3.    | Fun           | Berryman, Buckland, Champion, Martin                    | Ken Nelson                         | 4:22 |
| 4.    | Twenty        | Imbruglia, Sheppard Solomon                             | Hillier                            | 3:57 |
| 5.    | Scars         | Imbruglia, Jamie Hartman                                | Simpson, Jon Hopkins, Leo Abrahams | 3:32 |
| 6.    | Want          | Imbruglia, Kat Kourtney, Gary Clark, Martin             | Simpson                            | 4:20 |
| 7.    | WYUT          | Imbruglia, Alain Johannes, Natasha Shneider             | Johannes                           | 3:20 |
| 8.    | Cameo         | Imbruglia, Hillier, Dave McCracken                      | McCracken, Hillier                 | 3:13 |
| 9.    | All the Roses | Imbruglia, Clark                                        | Hillier                            | 3:29 |
| 10.   | Wild About It | Imbruglia, Hillier, McCracken                           | McCracken, Hillier                 | 4:08 |
| 38:14 |               |                                                         |                                    |      |

| Titre bonus - Édition japonaise (Island Records, Malabar Records, 14 octobre 2009) | Titre bonus - Édition japonaise (Island Records, Malabar Records, 14 octobre 2009) | Titre bonus - Édition japonaise (Island Records, Malabar Records, 14 octobre 2009) | Titre bonus - Édition japonaise (Island Records, Malabar Records, 14 octobre 2009) | Titre bonus - Édition japonaise (Island Records, Malabar Records, 14 octobre 2009) | Titre bonus - Édition japonaise (Island Records, Malabar Records, 14 octobre 2009) | Titre bonus - Édition japonaise (Island Records, Malabar Records, 14 octobre 2009) | Titre bonus - Édition japonaise (Island Records, Malabar Records, 14 octobre 2009) | Titre bonus - Édition japonaise (Island Records, Malabar Records, 14 octobre 2009) | Titre bonus - Édition japonaise (Island Records, Malabar Records, 14 octobre 2009) |
| No                                                                                 | Titre                                                                              | Auteur                                                                             | Producteur(s)                                                                      | Durée                                                                              |                                                                                    |                                                                                    |                                                                                    |                                                                                    |                                                                                    |
| ---------------------------------------------------------------------------------- | ---------------------------------------------------------------------------------- | ---------------------------------------------------------------------------------- | ---------------------------------------------------------------------------------- | ---------------------------------------------------------------------------------- | ---------------------------------------------------------------------------------- | ---------------------------------------------------------------------------------- | ---------------------------------------------------------------------------------- | ---------------------------------------------------------------------------------- | ---------------------------------------------------------------------------------- |
| 11.                                                                                | Flirting                                                                           | Imbruglia, Siddhartha Khosla                                                       | Hillier                                                                            | 5:00                                                                               |                                                                                    |                                                                                    |                                                                                    |                                                                                    |                                                                                    |
| 43:06                                                                              |                                                                                    |                                                                                    |                                                                                    |                                                                                    |                                                                                    |                                                                                    |                                                                                    |                                                                                    |                                                                                    |

| Titre bonus - Édition digitale iTunes | Titre bonus - Édition digitale iTunes | Titre bonus - Édition digitale iTunes | Titre bonus - Édition digitale iTunes | Titre bonus - Édition digitale iTunes | Titre bonus - Édition digitale iTunes | Titre bonus - Édition digitale iTunes | Titre bonus - Édition digitale iTunes | Titre bonus - Édition digitale iTunes | Titre bonus - Édition digitale iTunes |
| No                                    | Titre                                 | Durée                                 |                                       |                                       |                                       |                                       |                                       |                                       |                                       |
| ------------------------------------- | ------------------------------------- | ------------------------------------- | ------------------------------------- | ------------------------------------- | ------------------------------------- | ------------------------------------- | ------------------------------------- | ------------------------------------- | ------------------------------------- |
| 11.                                   | Want (Blunt Laser Remix)              | 5:22                                  |                                       |                                       |                                       |                                       |                                       |                                       |                                       |
| 43:36                                 |                                       |                                       |                                       |                                       |                                       |                                       |                                       |                                       |                                       |

| Titre bonus - Édition digitale iTunes (Bonus track version) | Titre bonus - Édition digitale iTunes (Bonus track version) | Titre bonus - Édition digitale iTunes (Bonus track version) | Titre bonus - Édition digitale iTunes (Bonus track version) | Titre bonus - Édition digitale iTunes (Bonus track version) | Titre bonus - Édition digitale iTunes (Bonus track version) | Titre bonus - Édition digitale iTunes (Bonus track version) | Titre bonus - Édition digitale iTunes (Bonus track version) | Titre bonus - Édition digitale iTunes (Bonus track version) | Titre bonus - Édition digitale iTunes (Bonus track version) |
| No                                                          | Titre                                                       | Durée                                                       |                                                             |                                                             |                                                             |                                                             |                                                             |                                                             |                                                             |
| ----------------------------------------------------------- | ----------------------------------------------------------- | ----------------------------------------------------------- | ----------------------------------------------------------- | ----------------------------------------------------------- | ----------------------------------------------------------- | ----------------------------------------------------------- | ----------------------------------------------------------- | ----------------------------------------------------------- | ----------------------------------------------------------- |
| 11.                                                         | Want (The Shapeshifters Nocturnal Mix)                      | 6:48                                                        |                                                             |                                                             |                                                             |                                                             |                                                             |                                                             |                                                             |
| 45:02                                                       |                                                             |                                                             |                                                             |                                                             |                                                             |                                                             |                                                             |                                                             |                                                             |